# Střížkov
Střížkov (německy Strischkau) je městská čtvrť a katastrální území hlavního města Prahy, spadající zhruba napůl mezi městské obvody (a zároveň stejnojmenné městské části) Praha 8 a Praha 9.
Do části Střížkova v Praze 8 spadá původní ves Střížkov a dále část Střížkova severozápadně od kapacitní ulice Liberecké vedené v terénním zářezu. V této části Střížkova je Ďáblický hřbitov, tramvajová smyčka Sídliště Ďáblice, Zahradnictví Ďáblice, nejvýchodnější část sídliště Ďáblice a autoservis (východně od ulice Ďáblické, kolem ulice Bešťákovy). Do střížkovské části Prahy 8 patří i areál Porsche na opačné straně ulice Liberecká.
Do části Střížkova v Praze 9 spadá severozápadní polovina sídliště Prosek včetně škol, polikliniky a stanice metra a zástavba rodinných domků jižně od původní vsi Střížkov (s Libní hraničí ulicí Trojmezní, s Prosekem ulicí Na pokraji a navazující linií napříč zástavbou).

## Historie
S dvorem Střížkův dvůr (zkráceně Střížkov) se setkáváme již v dokumentu z roku 1230. Pražané jej v době husitské zabavili a vlastnili jej do roku 1547, kdy jej Ferdinand I. Habsburský zkonfiskoval a prodal majiteli Libně. Staré Město jej koupilo jako součást libeňského panství v roce 1662. V roce 1900 byl Střížkov s 370 obyvateli vsí karlínského okresu.
V roce 1922, když byl připojen k Praze a stal se součástí Prahy VIII, měl Střížkov 365 obyvatel. V roce 1949 byl Střížkov přičleněn do správního obvodu Praha 8 (s Kobylisy, Bohnicemi a částmi Libně, Karlína a Troje). V roce 1960 byla obydlená část Střížkova začleněna do obvodu Praha 8, neobydlená („náhorní“) část se stala součástí Prahy 9. V roce 1990 se staly tyto části Střížkova součástmi městských částí Praha 8 a Praha 9.

## Etymologie
K roku 1227 doložen tvar „Ztrescov“. Původně „Střiežkov“ = „Střížkův dvůr“ od osobního jména „Střiežek“ (domácká zdrobnělina od „Střezimír“ nebo „Střezivoj“)

## Kulturní památky
- Ďáblický hřbitov - Národní kulturní památka
- Svatojánský poplužní dvůr
- Kaple se zvoničkou

## Fotogalerie

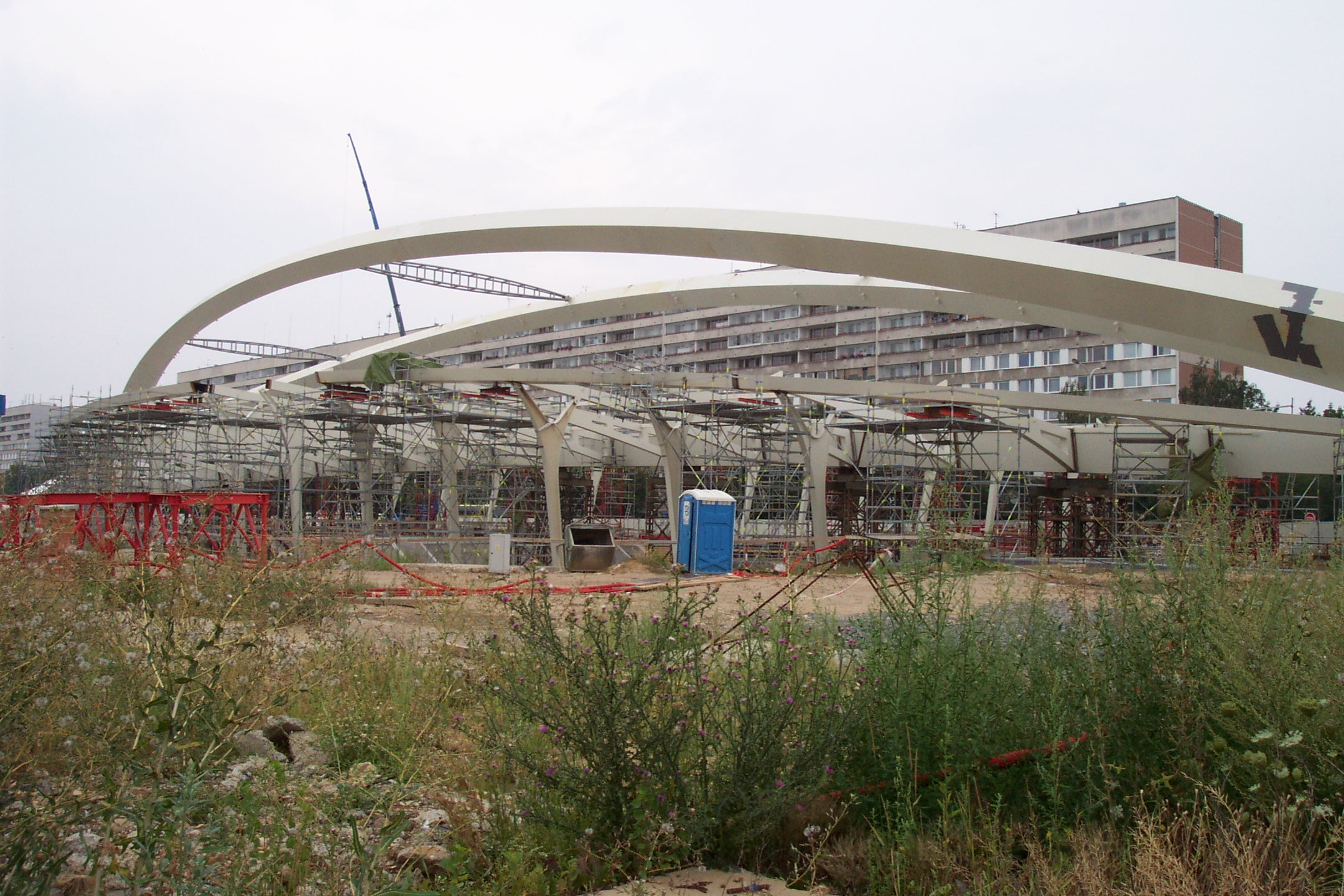
Stanice metra Střížkov
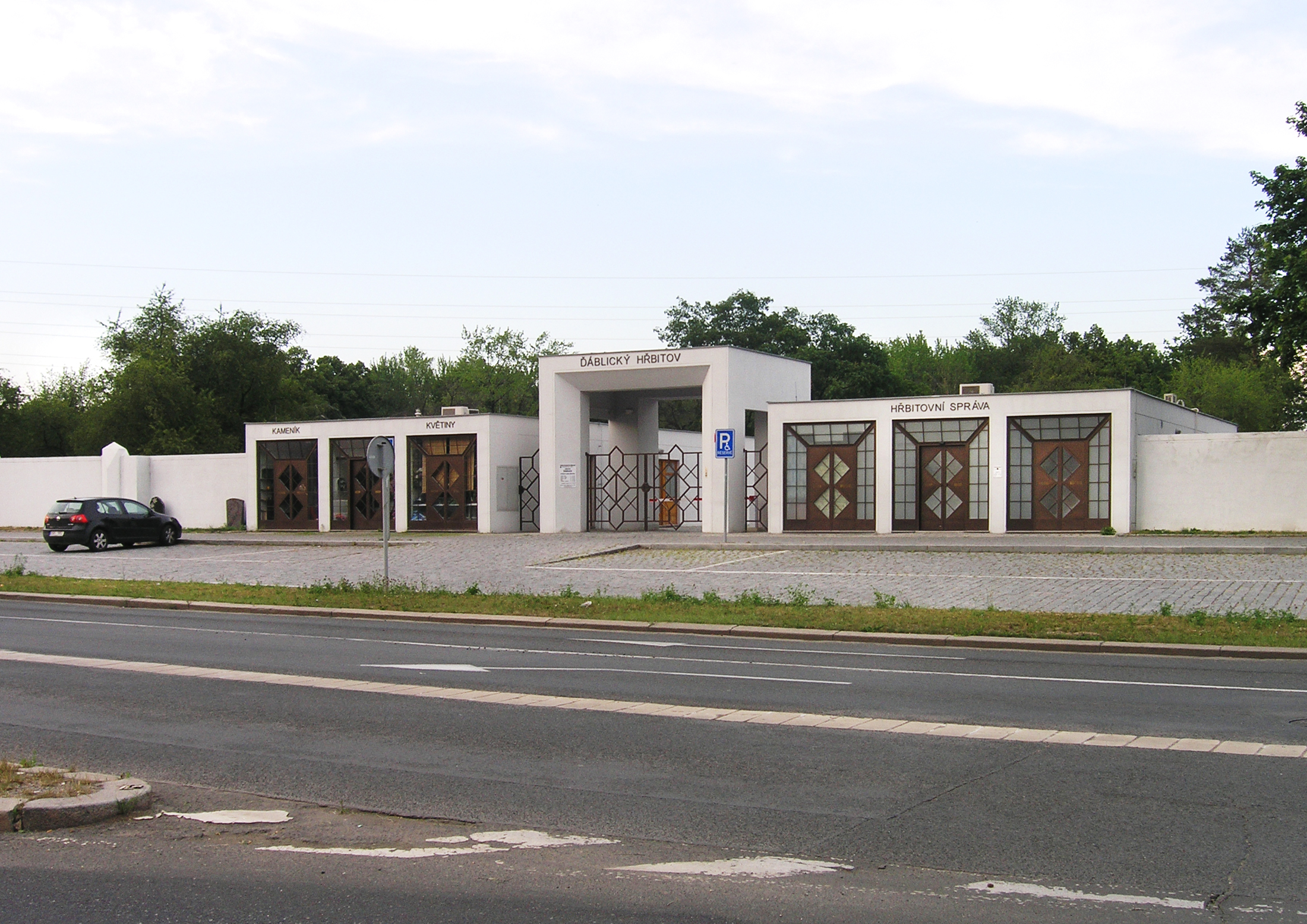
Ďáblický hřbitov, také na území Střížkova
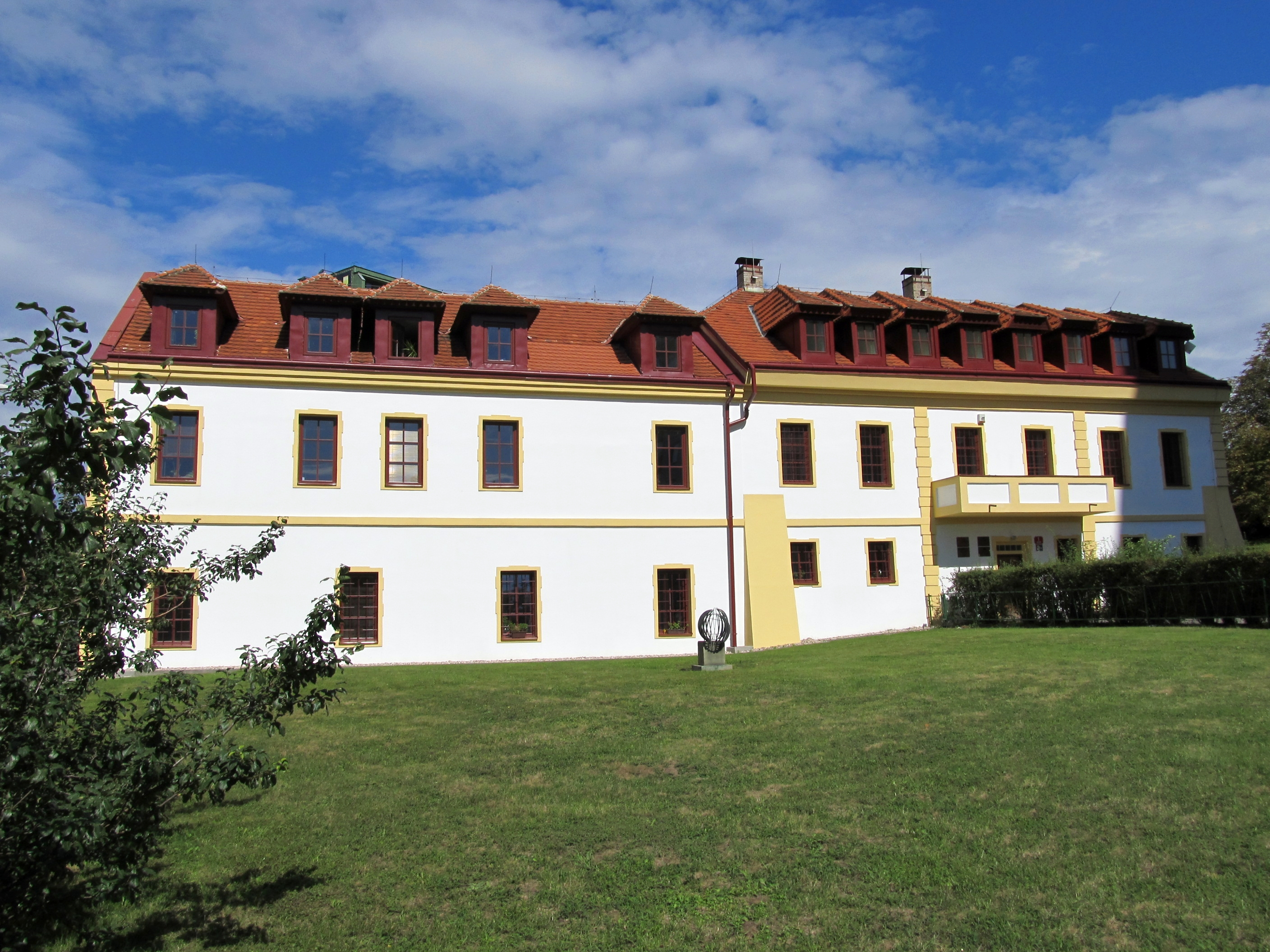
Svatojánský poplužní dvůr
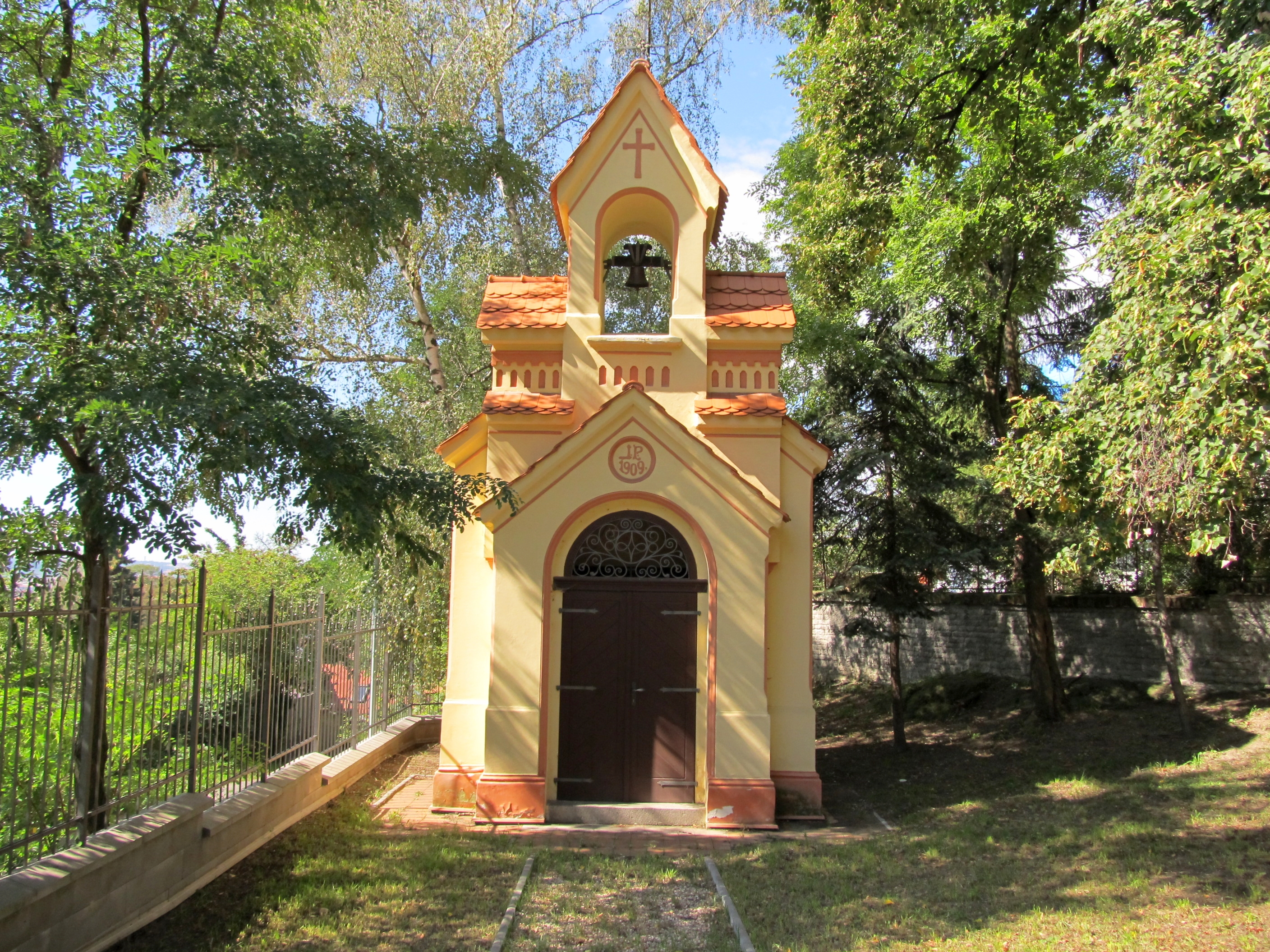
Kaple se zvoničkou
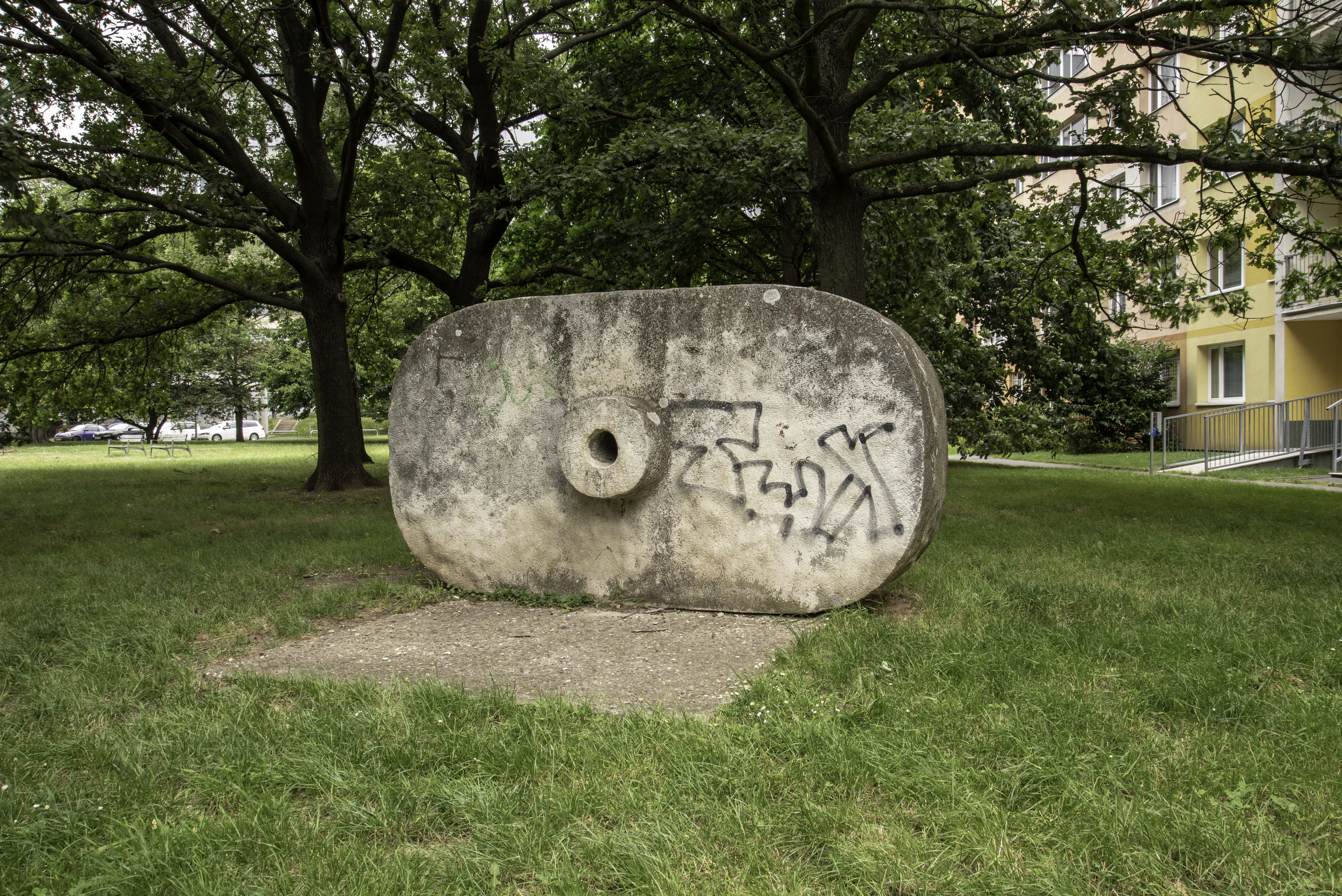
Připomíná fotoaparát.